# Tamași (okręg Bacău)
Tamași – wieś w Rumunii, w okręgu Bacău, w gminie Tamași. W 2011 roku liczyła 1446 mieszkańców.